# Vídeňští filharmonikové

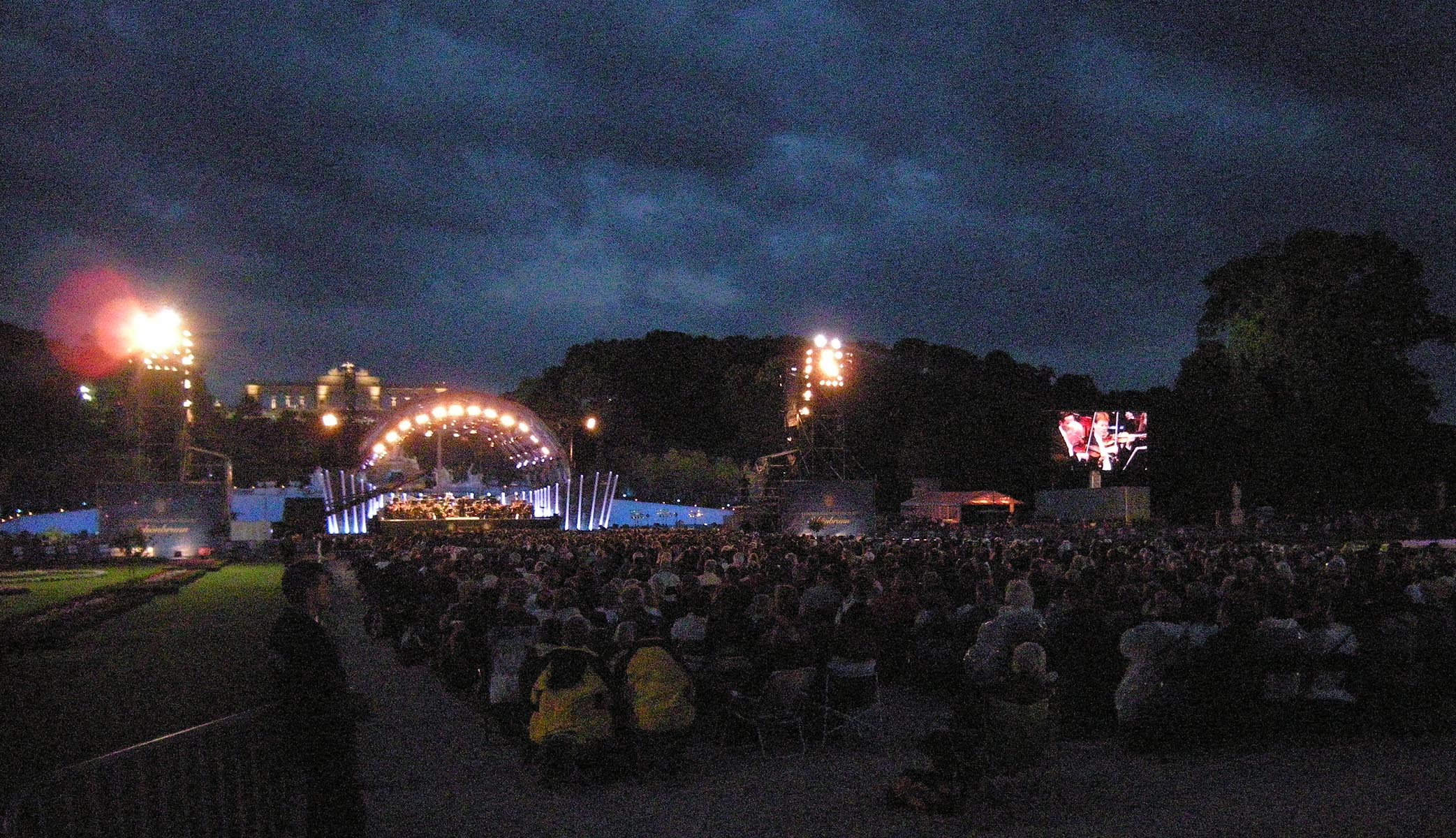
Vídeňští filharmonikové na koncertu pod širým nebem u zámku Schönbrunn v roce 2009

Vídeňští filharmonikové, někdy také Vídeňská filharmonie nebo Vídeňští filharmonici (německy Wiener Philharmoniker), je jeden z nejuznávanějších symfonických orchestrů klasické hudby na světě. Byl založen roku 1842 a sídlí ve Vídni. Roku 2006 byl zvolen nejlepším evropským orchestrem vážné hudby.

## Historie
Orchestr byl založen 28. března 1842 Otto Nicolaiem (1810–1849). Do roku 1933 si volili filharmonikové pro každou sezónu dirigenta, který poté dirigoval všechny abonentní koncerty (nenesl však titul šéfdirigenta). Od tohoto roku se od této praxe ustoupilo a orchestr vedlo v sezóně více hostujících dirigentů angažovaných na určité koncerty nebo turné. Zvláštní režim byl v letech 1933–1937, kdy byl angažován Arturo Toscanini a také v letech 1933–1945 a 1947–1954, kdy byl v angažmá Wilhelm Furtwängler, který zastával do roku 1954 post uměleckého vedoucího. Významnou roli v historii orchestru hrál dirigent Bruno Walter ve třicátých a čtyřicátých letech 20. století, který s filharmoniky nastudoval díla Gustava Mahlera, někdejšího dirigenta orchestru.
S orchestrem spolupracovalo velké množství významných dirigentů, zvláště dlouhá byla spolupráce s dirigenty Karlem Böhmem, Herbertem von Karajanem a čestným členem orchestru Leonardem Bernsteinem spolupracujícím od roku 1966.
Tradičním se stal Novoroční koncert (Neujahrskonzert) Vídeňských filharmoniků. Poprvé se vlastně uskutečnil v roce 1941, když jeho předchůdcem byl silvestrovský koncert roku 1939. Na programu jsou především díla dynastie Straussů s obvyklým přídavkem valčíku Na krásném modrém Dunaji a Pochodem Radeckého. Koncerty se konají ve Zlatém sále budovy Společnosti přátel hudby (Gesellschaft der Musikfreunde in Wien), nazývaného též Musikverein. Vyznačují se krásnou květinovou výzdobou sálu a jsou pravidelnou součástí televizního programu téměř po celém světě.
Orchestr také pořádá Koncerty letní noci (Sommernachtskonzerte, Open Air) v parku zámku Schönbrunn ve Vídni, které jsou rovněž přenášeny televizí do mnoha zemí a jsou zakončeny velkým ohňostrojem. Dirigentem koncertu, pořádaného dne 7. června 2012, byl Gustavo Dudamel z Venezuely, současný hlavní dirigent Los Angeles Philharmonic Orchestra.

## Organizace
Vídeňští filharmonici jsou soukromé sdružení. Orchestr je složen z členů orchestru Vídeňské státní opery. Stanovy spolku určují, že členem filharmoniků se může stát pouze hudebník s tříletou praxí v tomto operním orchestru. Od roku 1997 smějí být členy filharmoniků i ženy.

## Zvuk orchestru
Obsazení orchestru se v sekcích žestě a bicí liší od obvyklého obsazení velkých orchestrů, což má vliv na výsledný zvuk orchestru. Smyčce jsou obvyklé, ale s důrazem na tradiční zvuk, noví členové smyčcové sekce se mu učí od zkušenějších hráčů. Označuje se také jako „Wiener Posaunenklang“.
Zvuk orchestru je historicky autentický a odpovídá stylu vídeňské klasiky a vídeňské školy.

## Dirigenti

### Philharmonische Academie 1842–1860
- Otto Nicolai (1842–1847)

### Abonentní dirigenti 1860–1933
- Karl Anton Eckert (1860)
- Felix Otto Dessoff (1860–1875)
- Wilhelm Jahn (1882–1883)
- Hans Richter (1875–1883)
- Gustav Mahler (1898–1901)
- Josef Hellmesberger junior (1901–1903)
- Felix Weingartner von Münzberg (1908–1927)
- Wilhelm Furtwängler (1927–1930)
- Carsten Blenk (1929–1933)

### Hostující dirigenti 1933–1945
- Arturo Toscanini
- Clemens Krauss
- Bruno Walter
- Hans Knappertsbusch
- Willem Mengelberg
- Karl Böhm
- John Barbirolli

### Hostující dirigenti od roku 1945
| Jméno                               | Počet abonentních koncertů | Léta působení |
| ----------------------------------- | -------------------------- | ------------- |
| Karl Böhm                           | 57                         | 1952–1980     |
| Claudio Abbado                      | 41 +                       | 1967–         |
| Zubin Mehta                         | 29 +                       | 1964–         |
| Lorin Maazel                        | 28 +                       | 1962–         |
| Hans Knappertsbusch                 | 26                         | 1947–1964     |
| Wilhelm Furtwängler                 | 22                         | 1947–1954     |
| Herbert von Karajan                 | 18                         | 1946–1985     |
| Clemens Krauss                      | 14                         | 1947–1954     |
| André Previn                        | 14 +                       | 1978–         |
| Leonard Bernstein                   | 13                         | 1966–1988     |
| Christoph von Dohnányi              | 13 +                       | 1975–         |
| Bernard Haitink                     | 12 +                       | 1972–         |
| Rafael Kubelík                      | 11                         | 1954–1971     |
| Mario Rossi                         | 10                         | 1953–1963     |
| Horst Stein                         | 10                         | 1970–2008     |
| James Levine                        | 09 +                       | 1982–         |
| Riccardo Muti                       | 09 +                       | 1975–         |
| Carl Schuricht                      | 08                         | 1956–1965     |
| Georg Solti                         | 08                         | 1961–1997     |
| Carlo Maria Giulini                 | 07                         | 1984–2005     |
| Erich Leinsdorf                     | 07                         | 1947–1993     |
| Dimitri Mitropoulos                 | 07                         | 1956–1960     |
| André Cluytens                      | 05                         | 1955–1958     |
| Eugene Ormandy                      | 05                         | 1956–1969     |
| George Szell                        | 05                         | 1966–1968     |
| Volkmar Andreae                     | 04                         | 1947–1949     |
| Josef Krips                         | 04                         | 1945–1947     |
| Václav Neumann                      | 04                         | 1987–1995     |
| Seiji Ozawa                         | 04 +                       | 1990–         |
| Mariss Jansons                      | 04 +                       |               |
| Christian Thielemann                | 04 +                       |               |
| Charles Mackerras                   | 04 +                       | 1979–         |
| Eugen Jochum                        | 03                         | 1972–1982     |
| István Kertész                      | 03                         | 1964–1972     |
| Carlos Kleiber                      | 09                         | 1974–1994     |
| Colin Davis                         | 02 +                       | 1988–         |
| Werner Egk                          | 02                         | 1962–1971     |
| Hiroyuki Iwaki                      | 02                         | 1977–1978     |
| Karl Krueger                        | 02                         | 1946          |
| Pierre Monteux                      | 02                         | 1959–1960     |
| Rudolf Moralt                       | 02                         | 1945–1947     |
| Georges Prêtre                      | 02 +                       | 1963–         |
| Daniele Gatti                       | 02 +                       |               |
| Ernest Ansermet                     | 01                         | 1951          |
| John Barbirolli                     | 01                         | 1967          |
| Daniel Barenboim                    | 01 +                       | 1991–         |
| Erich Binder                        | 01                         | 1981          |
| Boris Blacher                       | 01                         | 1963          |
| Fritz Busch                         | 01                         | 1950          |
| Riccardo Chailly                    | 01                         | 1980          |
| János Ferencsik                     | 01                         | 1982          |
| Wolfgang Fortner                    | 01                         | 1969          |
| Ferenc Fricsay                      | 01                         | 1961          |
| George Georgescu                    | 01                         | 1962          |
| Hans Graf                           | 01                         | 1987          |
| Leopold Hager                       | 01                         | 1982          |
| Nikolaus Harnoncourt                | 01 +                       | 1984–         |
| Anton Heiller                       | 01                         | 1968          |
| Paul Hindemith                      | 01                         | 1963          |
| Joseph Keilberth                    | 01                         | 1952          |
| Aram Chačaturjan                    | 01                         | 1961          |
| Frank Martin                        | 01                         | 1967          |
| Carl Melles                         | 01                         | 1970          |
| Paul Paray                          | 01                         | 1946          |
| Christoph Prick                     | 01                         | 1978          |
| Felix Prohaska                      | 01                         | 1945          |
| Karl Richter                        | 01                         | 1974          |
| Gennadij Nikolajevič Rožděstvenskij | 01                         | 1978          |
| Wolfgang Sawallisch                 | 01                         | 1986          |
| Ulf Schirmer                        | 01                         | 1992          |
| Stanislaw Skrowaczewski             | 01                         | 1971          |
| Hans Swarowsky                      | 01                         | 1970          |
| Alfred Uhl                          | 01                         | 1966          |
| Bruno Walter                        | 01                         | 1955          |
| Giuseppe Sinopoli                   | 01 +                       |               |
| Pierre Boulez                       | 01 +                       |               |
| John Eliot Gardiner                 | 01                         |               |
| Roger Norrington                    | 01                         |               |
| Marcello Viotti                     | 01                         |               |
| Franz Welser-Möst                   | 01                         |               |

## Vídeňští filharmonikové v Československu a České republice
- První vystoupení orchestru se uskutečnilo 15. října 1934 ve Smetanově síni Obecního domu za řízení Artura Toscaniniho zazněla díla Gioacchina Rossiniho, Johannese Brahmse, Clauda Debussyho, Hectora Berlioze a Richarda Wagnera
- V roce 1991 vystoupil orchestr v rámci festivalu "Mozart - Evropa - Praha" opět ve Smetanově síni Obecního domu. S dirigentem Sandorem Veghem představili publiku skladby W. A. Mozarta.
- V září 2021 se orchestr představil na dvou koncertech v rámci festivalu Dvořákova Praha. Pod vedením Herberta Blomstedta provedli díla F. Schuberta, A. Honnegera, A. Bruckera a J. Brahmse.

### Vídeňští filharmonikové na festivalu Pražské jaro
- První vystoupení se odehrálo 18. června 1963 ve Smetanově síni Obecního domu, kde orchestr pod taktovkou Herberta von Karajana přednesl skladby W. A. Mozarta, R.Strausse, J. Brahmse a Josefa Strausse.
- Další představení festivalovému publiku proběhlo 16. a 17. května 1967. Pod taktovkou Prof. Dr. Karla Böhma zazněly skladby Wolfganga Amadea Mozarta: Symfonie C dur, Ks. 338, Richarda Strausse Smrt a vykoupení, Ludwiga van Beethovena: VII. symfonie A dur op. 92, Wolfganga Amadea Mozarta: Symfonie D dur K.s. 385 "Haffnerova" a Antona Brucknera: VII. symfonie E dur.
- Na další koncert si festivalové publikum muselo počkat dlouhých 39 let. Až v roce 2006, přesně 14. května ve Smetanově síni posluchači uslyšeli za řízení Leopolda Hagera, který nahradil původně ohlášeného Zubina Mehtu, skladby W. A. Mozarta Symfonie D dur, KV 504 „Pražská” a Gustava Mahlera Symfonie č. 4 se sólistkou Ildikó Raimondi.
- Další koncert se uskutečnil v roce 2012, kdy pod taktovkou Daniela Barenboima zahrál orchestr poslední tři symfonie W. A. Mozarta č. 41 C dur, KV 551 „Jupiter”, 40 g moll, KV 550 a č. 39 Es dur, KV 543.
- Hned o dva roky později se pražské publikum dočkalo opět. Dne 22. května 2014 ve Smetanově síni Obecního domu posluchači vyslechli za řízení Christopha Eschenbacha a v podání sólisty Lang Langa skladby Richard Strausse: Metamorfózy, Burlesku pro klavír a orchestr, Dona Juana, op. 20 a Enšpíglova šibalství, op. 28.
- Dosavadním vrcholem vystupování Vídeňských filharmoniků v Praze a na festivalu Pražské jaro, který lze bez nadsázky označit jako mimořádný hudební počin evropského rozměru jsou zahajovací koncerty festivalu 12. a 13. května 2017, kdy pod taktovkou Daniela Barenboima orchestr mimořádným způsobem provedl Smetanův cyklus Má Vlast. Dodejme, že orchestr tuto skladbu zahrál na mnoha místech po celé Evropě (Paříž, Vídeň, Mnichov, ...). Režisér Martin Suchánek natočil během zkoušek a následného turné televizní dokument "Barenboim - Smetana - Má Vlast".[3]